# Цукрист блакитний
Цукри́ст блакитний (Dacnis cayana) — вид горобцеподібних птахів родини саякових (Thraupidae). Мешкає в Центральній і Південній Америці.

## Опис
Довжина птаха становить 12,5 см, вага 13 г. Виду притаманний статевий диморфізм. Самці мають переважно бірюзово-блакитне забарвлення. Навколо очей у них чорні плями, горло і спина чорні. крила і хвіст чорні з бірюзовими краями. Самиці і молоді птахи мають переважно зелене забарвлення. Голова у них синя, горло попелясто-блакитне, нижня частина тіла світло-зелена, крила коричневі з зеленими краями.

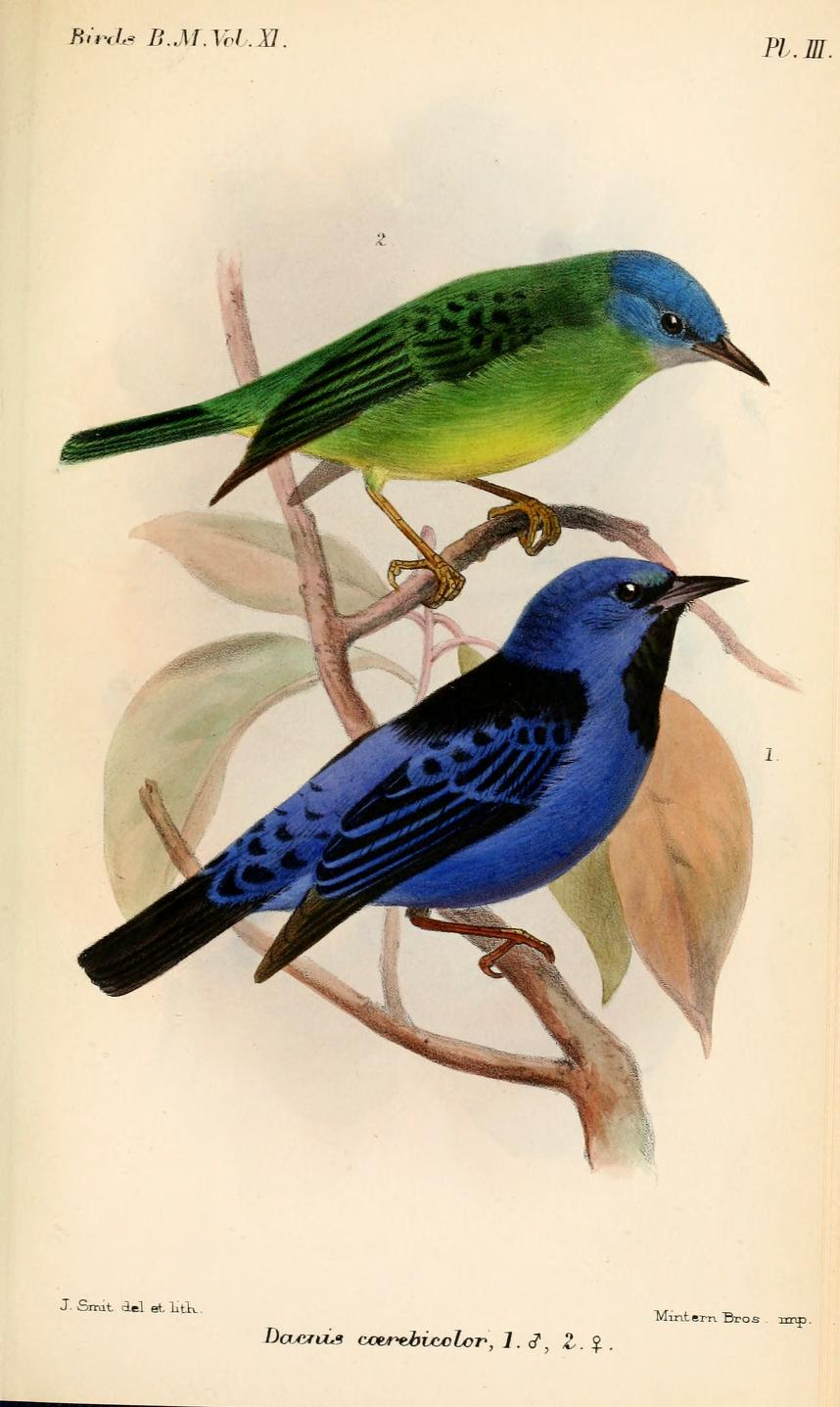
Блакитні цукристи (представники підвиду D. c. caerebicolor, самиця зверху, самець знизу)

## Таксономія
В 1760 році французький зоолог Матюрен Жак Бріссон включив опис блакитного цукриста до своєї книги "Ornithologie", описавши птаха за зразком із Каєнни у Французькій Гвіані. Він використав французьку назву Le Pepit bleu de Cayenne та латинську назву Sylvia cayanensis caerulea. Однак, хоч Бріссон і навів латинську назву, вона не була науковою, тобто не відповідає біномінальній номенклатурі і не визнана Міжнародною комісією із зоологічної номенклатури. Коли в 1766 році шведський натураліст Карл Лінней випустив дванадцяте видання своєї Systema Naturae, він доповнив книгу описом 240 видів, раніше описаних Бріссоном. Одним з цих видів був блакитний цукрист, для якого Лінней придумав біномінальну назву Motacilla cayana. У 1816 році французький натураліст Жорж Леопольд Кюв'є перемістив блакитного цукриста до роду Цукрист (Saltator). Блакитний цукрист є типовим видом цього роду.

### Підвиди
Виділяють вісім підвидів:
- D. c. callaina Bangs, 1905 — від західної Коста-Рики до західної Панами (на схід до Чирикі);
- D. c. ultramarina Lawrence, 1864 — Карибське узбережжя від Гондурасу до північно-західної Колумбії;
- D. c. napaea Bangs, 1898 — північна Колумбія;
- D. c. baudoana Meyer de Schauensee, 1946 — південно-західна Колумбія і західний Еквадор;
- D. c. caerebicolor Sclater, PL, 1851 — центральна Колумбія (долини річок Магдалена і Каука);
- D. c. cayana (Linnaeus, 1766) — від східної Колумбії до Венесуели, Гвіани і бразильської Амазонії, острів Тринідад;
- D. c. glaucogularis Berlepsch & Stolzmann, 1896 — від південної Колумбії до східного Еквадору, східного Перу і північної Болівії;
- D. c. paraguayensis Chubb, C, 1910 — східна і південна Бразилія, східний Парагвай і північна Аргентина.

## Поширення і екологія
Блакитні цукристи мешкають в Гондурасі, Нікарагуа, Коста-Риці, Панамі, Колумбії, Венесуелі, Гаяні, Французькій Гвіані, Суринамі, Бразилії, Еквадорі, Перу, Болівії, Аргентині, Парагваї та на Тринідаді і Тобаго. Вони живуть в різноманітних природних середовищах — в тропічних лісах, чагарникових заростях, саванах, на болотах і плантаціях, в парках і садах. Зустрічаються переважно на висоті до 1200 м над рівнем моря, в Андах подекуди на висоті від 1600 до 2000 м над рівнем моря.

## Поведінка
Блакитні цукристи зустрічаються парами або невеликими сімейними зграйками, іноді приєднуються до змішаних зграй птахів. Живляться переважно комахами, яких шукають серед листя, а також дрібними плодами і нектаром. Гніздо чашоподібне. Розміщується на висоті від 5,5 до 8 м над рівнем моря. В кладці 2-3 білуватих яйця, поцяткованих сірими плямками. Насиджує лише самиця.

## Збереження
МСОП класифікує цей вид як такий, що не потребує особливих заходів зі збереження. За оцінками дослідників, популяція блакитних цукристів становить приблизно 50 мільйонів птахів. Це досить поширений вид в межах свого ареалу.

## Галерея

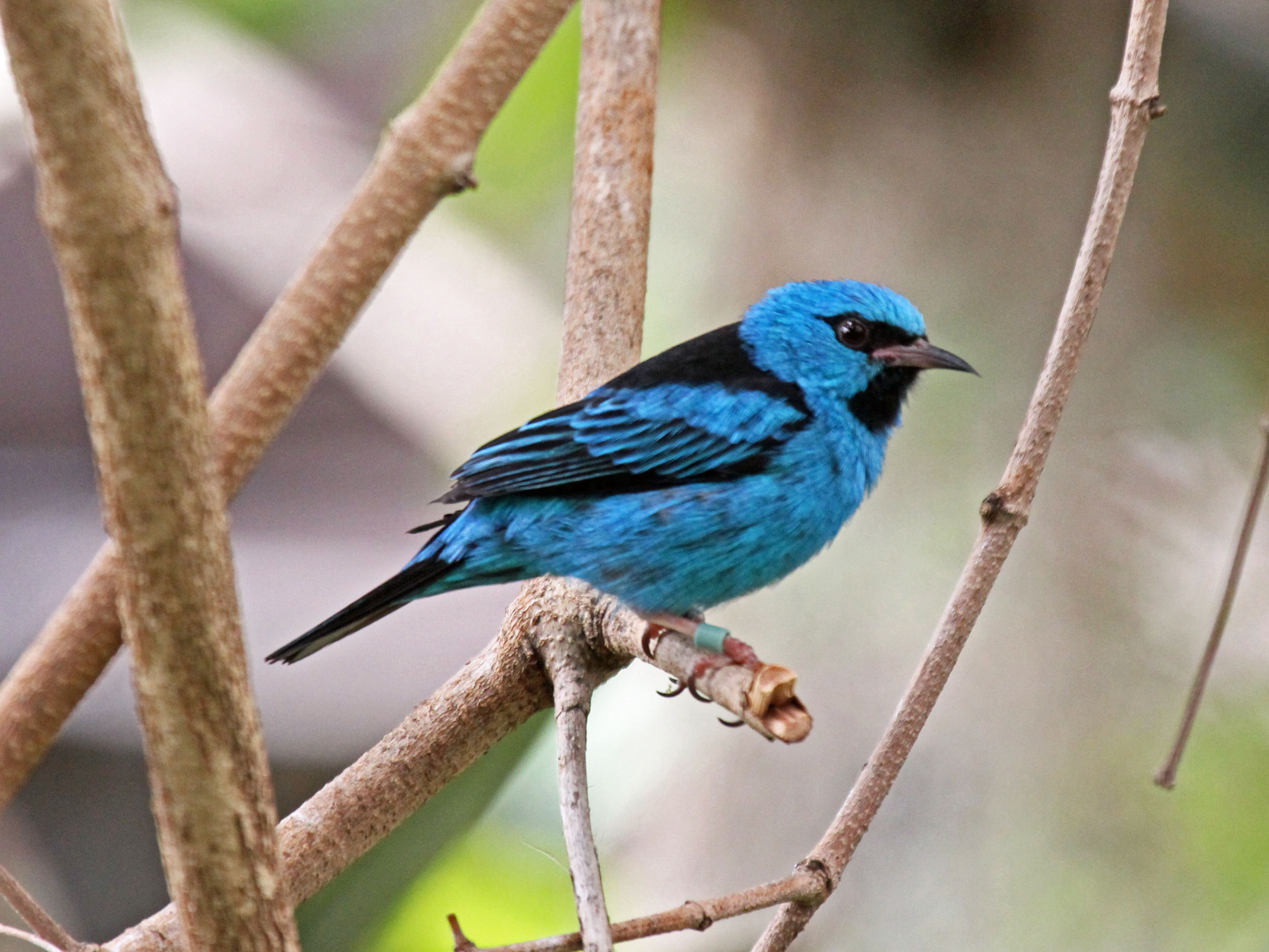
Самець
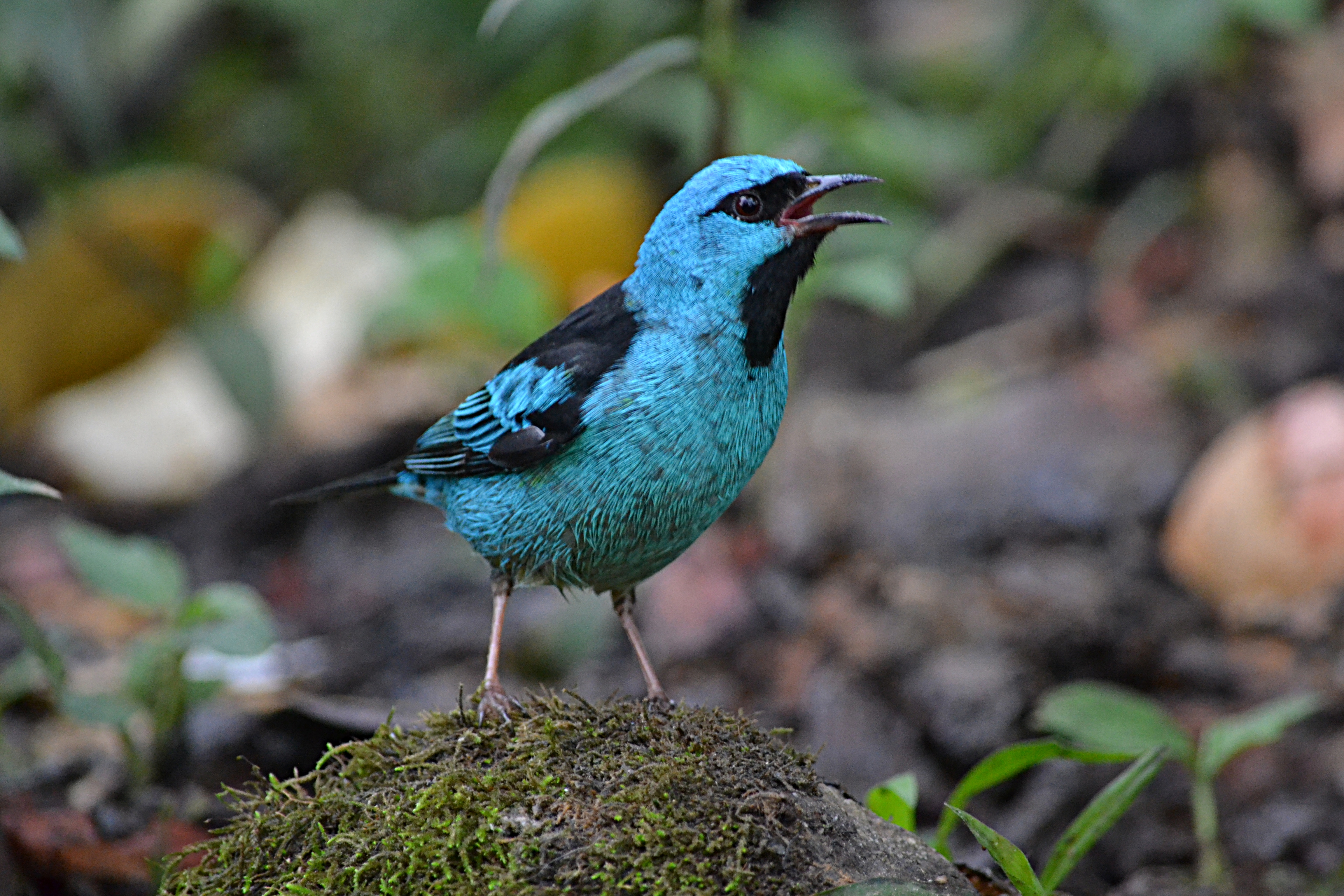
Самець
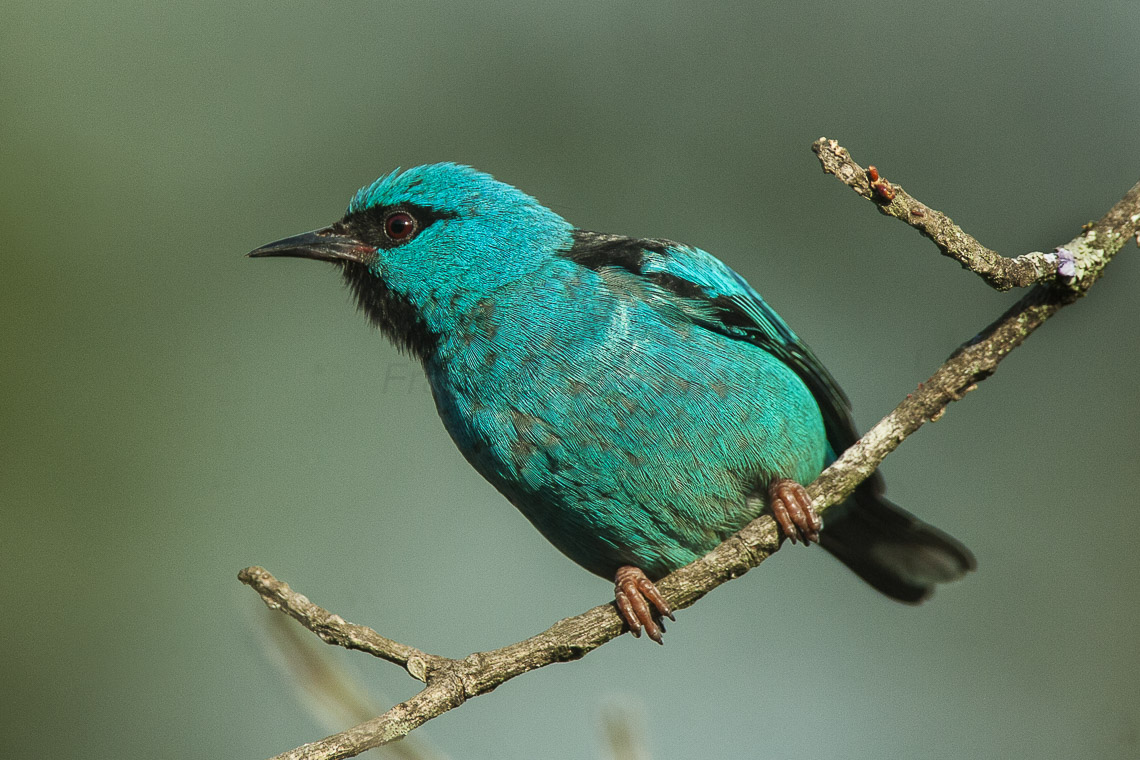
Самець
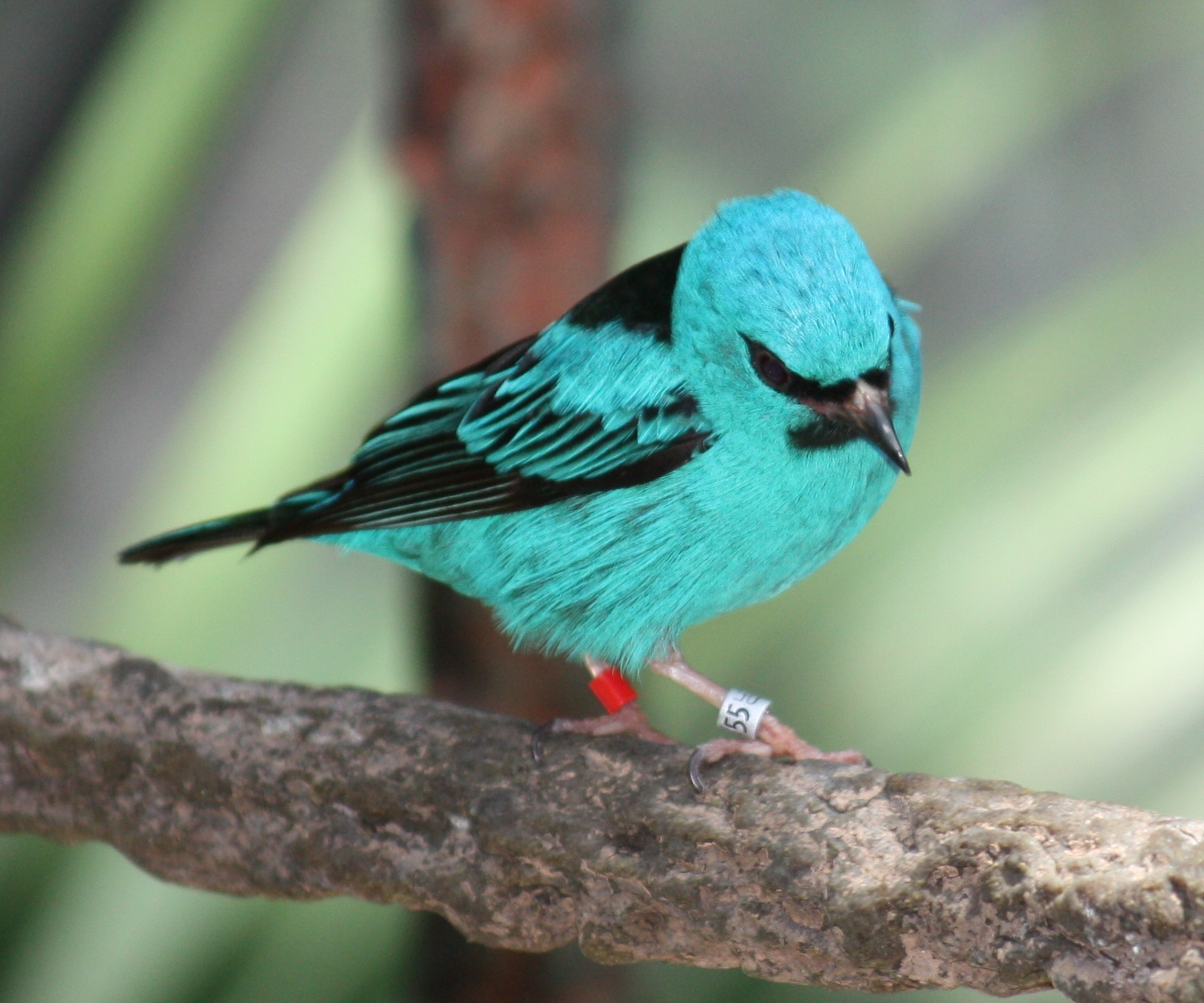
самець
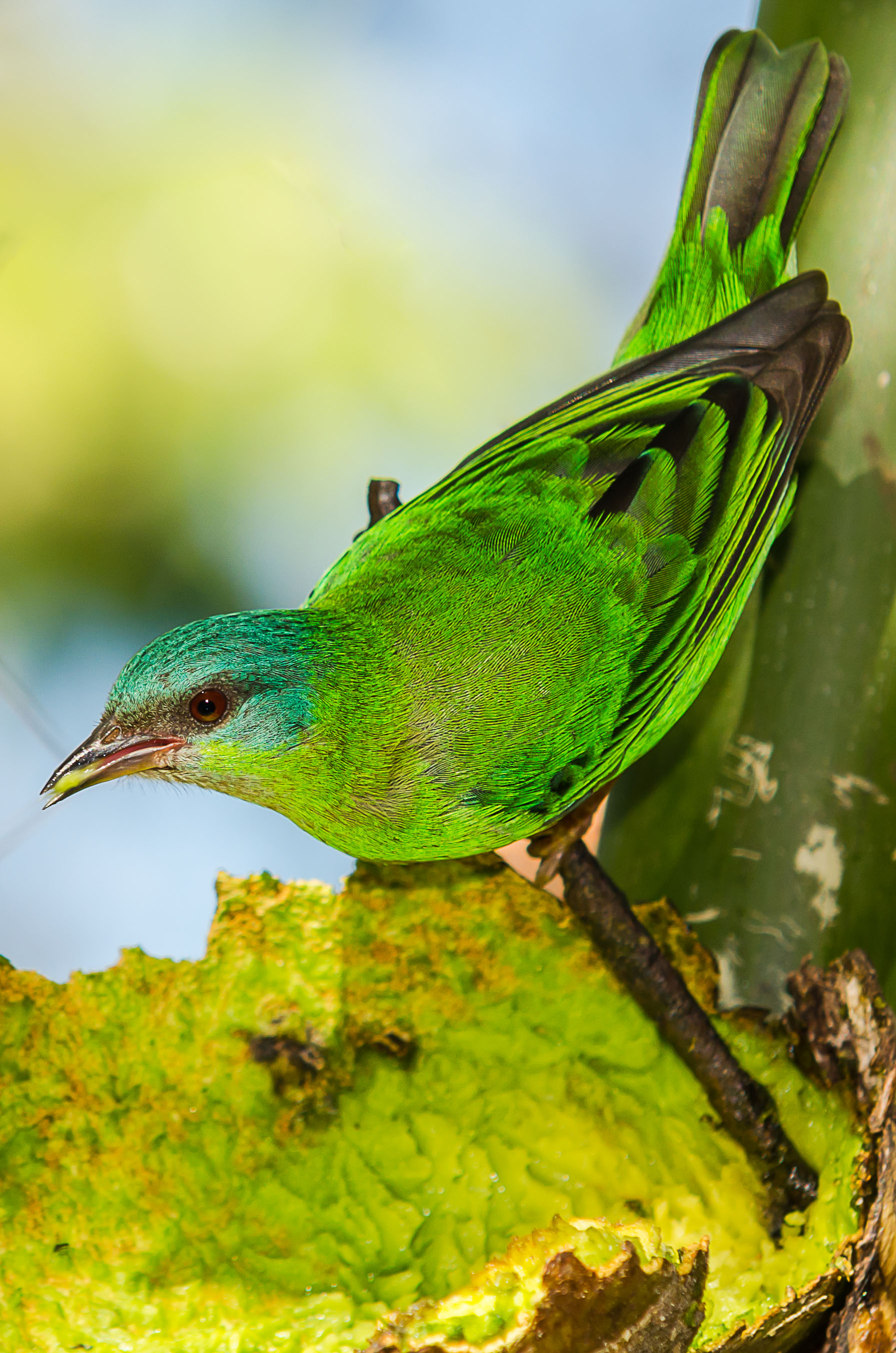
Самиця
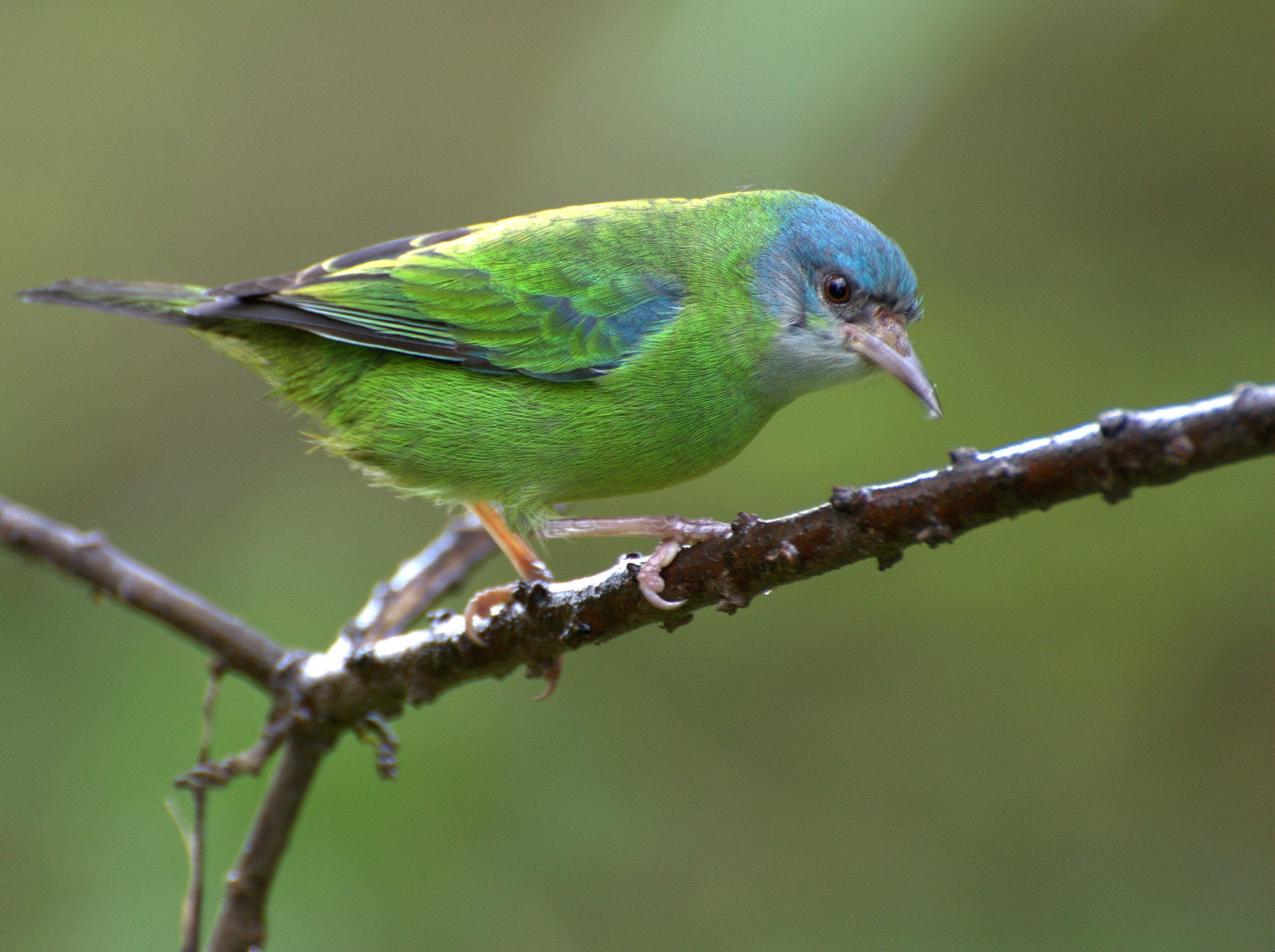
Самиця
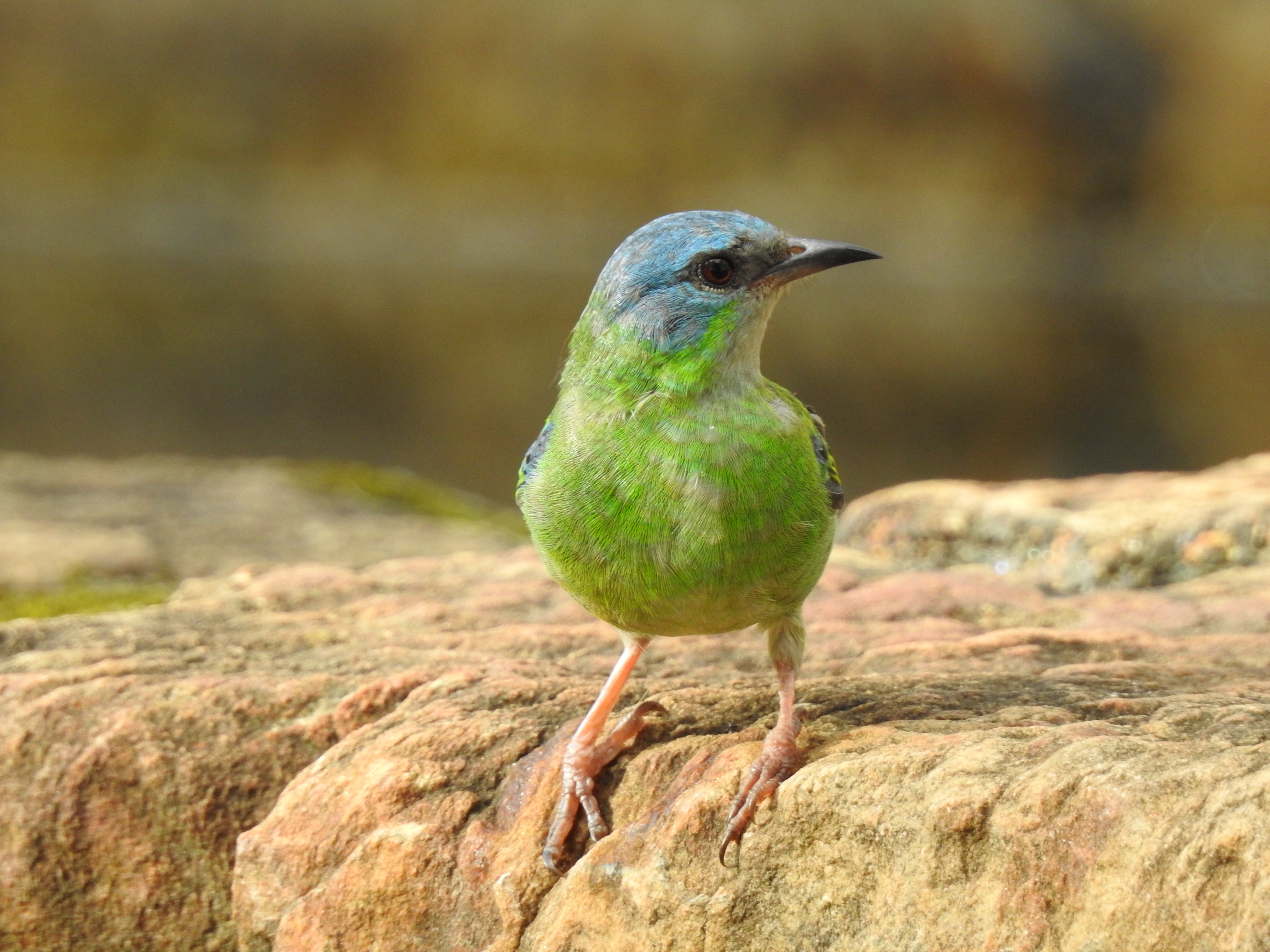
Самиця
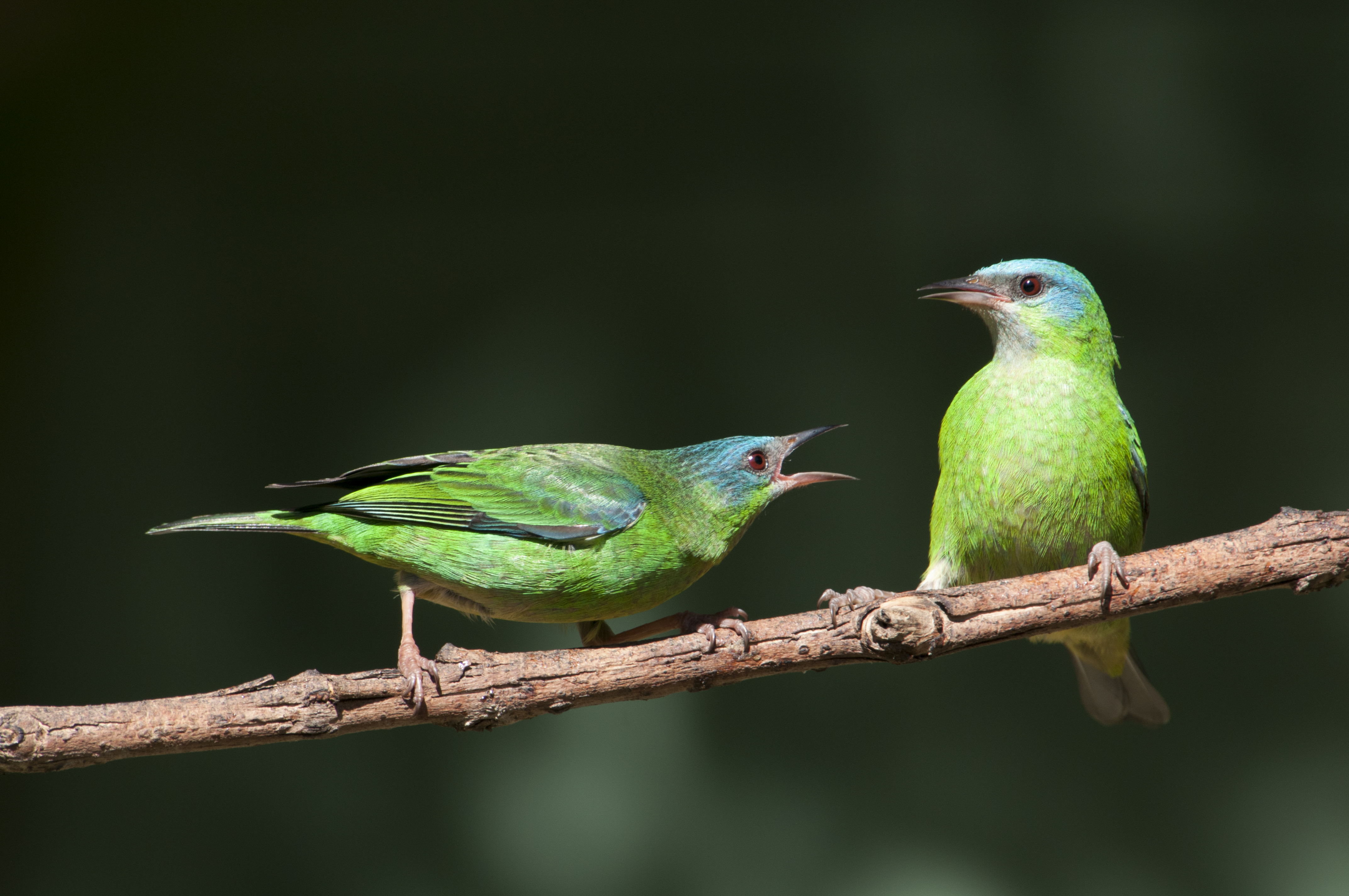
Пара самиць